# Papa Cornelio
Papa Cornelio (Roma, 180 circa – Centumcellae, giugno 253) è stato il 21º papa della Chiesa cattolica, che lo venera come santo. Fu papa dal marzo 251 alla sua morte.

## Biografia
Nacque probabilmente verso il 180. Secondo il Catalogo Liberiano dei papi, Cornelio regnò due anni, tre mesi e dieci giorni. Tale fonte, per questo tipo di dati, è degna di fede in virtù degli studi effettuati da Giusto Lipsio, Joseph Barber Lightfoot e Adolf von Harnack.
Il suo predecessore, Fabiano, fu messo a morte dall'imperatore Decio il 20 gennaio 250, ma si dovette aspettare il successivo mese di marzo quando, grazie all'assenza dell'imperatore, l'intensità della persecuzione diminuì. Per la scelta del nuovo papa sorsero immediatamente due correnti di pensiero contrastanti sulla questione dei lapsi: coloro che erano rimasti saldi nella fede si divisero fra indulgenti e rigoristi verso coloro che, per paura della persecuzione, avevano ceduto ed ora sarebbero voluti tornare in seno alla Chiesa. Infine, a 14 mesi dal martirio di Fabiano, i 16 vescovi convenuti a Roma elessero Cornelio, un alto esponente dell'aristocrazia romana, contro la sua volontà, ma in base «...al giudizio di Dio e di Cristo, alla testimonianza di pressoché tutto il clero, al voto delle persone ivi convenute, al beneplacito dei presbiteri anziani e degli uomini di buona volontà, in un tempo in cui nessuno lo aveva preceduto, quando la sede di Fabiano che è la sede di Pietro, ed il soglio erano vacanti» (san Cipriano, Epistole IV, 24).
Il lungo periodo di vacanza della sede pontificia fu caratterizzato da varie polemiche, tra cui quella che investì seriamente il vescovo di Cartagine san Cipriano, che alcuni (guidati dal presbitero Novato) consideravano un traditore perché era fuggito da Cartagine durante la persecuzione dell'imperatore Decio. Novato trovò un alleato nel presbitero Novaziano, un prete di dubbia moralità, che approfittò del momentaneo sbandamento della comunità romana per guadagnare alla sua causa i cristiani più incerti e, soprattutto, per porre la sua candidatura al pontificato.
L'elezione, a grandissima maggioranza, di Cornelio fu un colpo per Novaziano, che spedì due del suo partito a chiamare tre vescovi (conosciuti come personaggi piuttosto sprovveduti) da altrettanti angoli remoti d'Italia. Fece dire loro di venire a Roma velocemente poiché, insieme ad altri vescovi, avrebbero dovuto mediare su una divisione interna. Questi uomini semplici furono costretti a conferire l'ordine episcopale su di lui alla decima ora del giorno. Uno di questi, però, ritornò alla chiesa confessando il suo peccato, «...e noi inviammo - dice Cornelio - i sostituti per gli altri due vescovi nei luoghi da cui provenivano». Per assicurarsi la lealtà dei suoi sostenitori Novaziano li costrinse, all'atto di ricevere la santa Comunione, a giurare sul Sangue e sul Corpo di Cristo che non sarebbero tornati da Cornelio.
Cornelio era un fautore dell'indulgenza nei confronti dei lapsi, ma Novaziano, che era un rigorista e la pensava in modo opposto, contestò l'elezione del nuovo papa. Era infatti convinto che Cornelio fosse un debole e sosteneva che nemmeno i vescovi potevano garantire la remissione di peccati gravi come omicidio, adulterio, e apostasia, ma che questi potevano essere rimessi soltanto nel Giudizio Finale.
Alcune settimane più tardi Novaziano si autoproclamò papa e l'intero mondo cristiano fu agitato da questo scisma che sarebbe durato fino al V secolo. Tuttavia l'appoggio di san Cipriano assicurò a Cornelio i cento vescovi d'Africa, e l'influenza di Dionisio, vescovo di Alessandria d'Egitto, portò anche i vescovi orientali dalla sua parte; in Italia il papa riuscì a mettere insieme un sinodo di 60 vescovi, mentre Fabio, vescovo di Antiochia di Siria, rimase indeciso. Cornelio gli scrisse tre lettere, delle quali Eusebio di Cesarea riportò alcuni estratti (Storia ecclesiastica, VI.43) in cui il papa elencava i difetti nell'elezione di Novaziano e ne parlava con estrema amarezza. Da questi estratti si evince che, in quel periodo, la chiesa di Roma era formata da 46 presbiteri, 7 diaconi, 7 suddiaconi, 42 accoliti, 52 tra esorcisti, lettori e ostiari e 1500 tra vedove e persone bisognose. Grazie a questi dati Burnet e Edward Gibbon valutarono che il numero dei cristiani a Roma si aggirasse intorno alle 50.000 unità; ma secondo Benson e Harnack questo numero era troppo elevato.
Il sinodo condannò Novaziano e il suo scisma.
Degli scritti di Cornelio sono giunte fino a noi 2 lettere a Cipriano e nove risposte da Cipriano al papa. Monsignor Giovanni Mercati dimostrò che il testo originale delle lettere di Cornelio è nel "latino volgare" colloquiale che si usava all'epoca, e non nello stile più classico usato dall'ex oratore Cipriano e dal dotto filosofo Novaziano.
Dopo la sua elezione, Cornelio sanzionò le miti misure suggerite da san Cipriano ed accettò la proposta del concilio di Cartagine del 251 di riabbracciare nella comunione, dopo la giusta penitenza, coloro che si erano persi durante la persecuzione di Decio.
Secondo il Liber Pontificalis, oltre a combattere lo scisma di Novaziano, Papa Cornelio è degno di nota per aver rinvenuto il corpo dell'apostolo Pietro e deposto in un luogo vicino a dove era stato crocifisso. Inoltre dice che Papa Cornelio morì decapitato per mano di Decio 

## Morte e sepoltura

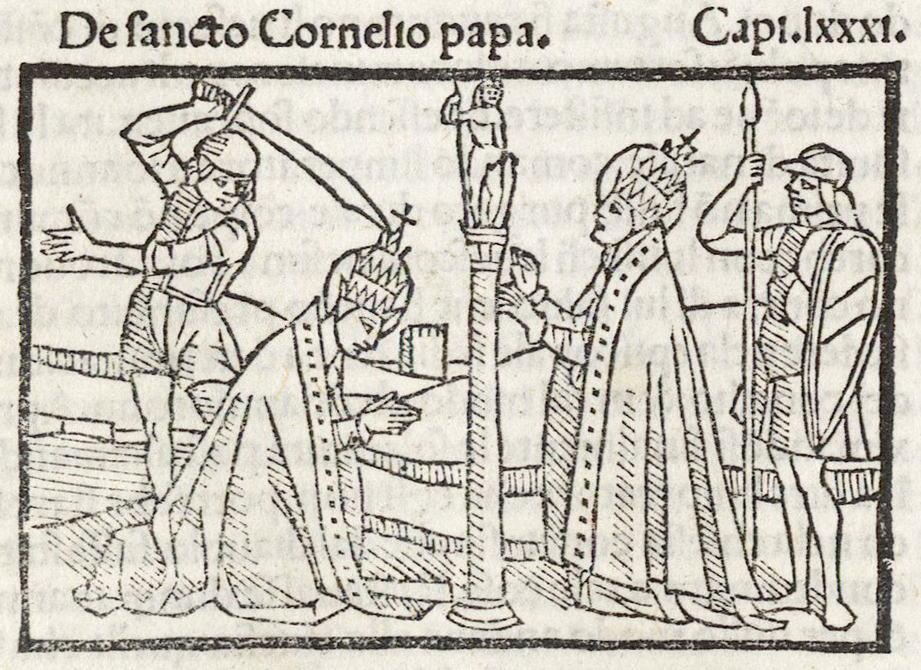
Il martirio di papa Cornelio nella Legenda Aurea (1497)

Secondo le fonti cristiane, alla morte dell'imperatore Decio nel 252, il suo successore Gaio Vibio Treboniano Gallo avrebbe iniziato una nuova persecuzione contro i cristiani: la ragione sarebbe stata l'accusa di essere portatori della pestilenza che colpì Roma nel 251/252. In realtà pare che l'unico atto di Gallo sia stato proprio l'arresto e incarcerazione di Cornelio, che fu portato a Centumcellae (l'odierna Civitavecchia), dove morì nel giugno del 253. Cipriano afferma ripetutamente che Cornelio fu martirizzato; il Catalogo Liberiano riporta «ibi cum gloria dormicionem accepit», e questo può significare che morì a causa dei rigori a cui fu sottoposto durante la sua deportazione, sebbene documenti successivi affermino che fu decapitato.
Girolamo riporta che Cornelio e Cipriano patirono il martirio nello stesso giorno di anni diversi, e la sua affermazione è stata generalmente accettata. Infatti, secondo la Depositio martyrum del IV secolo, il «XVIII kl octob Cypriani Africae Romae celebratur in Callisti»; la festa di san Cipriano veniva cioè celebrata a Roma, presso la tomba di Cornelio nelle catacombe di San Callisto, dove il suo corpo fu traslato nel 283. Non fu però sepolto nella cappella dei papi, ma in una catacomba adiacente, forse in quella di un ramo della famiglia dei Cornelii. L'iscrizione posta sulla sua tomba è in latino, «CORNELIUS * MARTYR*», mentre quelle di papa Fabiano e papa Lucio I sono in greco.
Le sue reliquie furono poi trasferite in una basilica voluta da papa Leone I e quindi papa Adriano I le portò nella domus culta di Capracoro (presso l'area di Montegelato, a Mazzano Romano), dove il pontefice aveva la casa paterna. Al tempo di papa Gregorio IV il suo corpo riposava nella basilica di Santa Maria in Trastevere. In quel tempo parte delle reliquie furono portate a Compiègne, in Francia, mentre nella seconda metà del XVIII secolo altre parti del suo corpo furono traslate nella chiesa dei Santi Celso e Giuliano.

## Il numero dei cristiani a Roma e in Italia all'epoca di Cornelio
La lettera di Cornelio a Fabio di Antiochia riportata da Eusebio di Cesarea è il documento più importante per calcolare la dimensione della chiesa di Roma a metà del III secolo. Secondo Adolf von Harnack: «Questo passo, sotto l'aspetto statistico, è il più importante documento che noi possediamo dei primi tre secoli della storia ecclesiastica». In una città abitata da circa 1 milione di persone, la chiesa contava 155 religiosi (incluso lo stesso vescovo) e forniva caritatevolmente sostegno a 1.500 persone. Ciascuno dei quarantasei presbiteri doveva occuparsi di comunità più piccole che si riunivano per il culto, pertanto nella città dovevano esserci altrettante chiese (intese come comunità, non necessariamente come edifici). Sulla base di questi dati, Harnack ipotizza che della chiesa di Roma facessero parte qualcosa come 30.000 persone. In una nota, tuttavia, riconosce che questo numero potrebbe essere troppo basso. Da Giovanni Crisostomo, vescovo di Costantinopoli nel IV secolo, apprendiamo che la sua chiesa di 100.000 fedeli fornisce sostegno materiale a circa 3.000 persone bisognose, cioè a circa il 3% del totale. Applicando un'analoga percentuale alla chiesa di Roma qualche decennio prima, questa poteva raggiungere circa 50.000 fedeli. Se questa approssimazione è attendibile, i membri di questa chiesa dovevano essere pari al 5% della popolazione della città. Nella stessa lettera Cornelio menziona un sinodo regionale al quale parteciparono sessanta vescovi italiani. Sulla base di questo dato, Harnack ipotizza che alla metà del III secolo probabilmente in Italia dovevano esserci un centinaio di vescovi, vale a dire un centinaio di chiese.

## Culto
La sua memoria viene celebrata, con quella di san Cipriano, il 16 settembre.
San Cornelio viene venerato sia dai cattolici che dai copti. È oggetto di particolare venerazione in Bretagna, dove è il santo patrono degli animali dotati di corna nella regione di Carnac. Nella chiesa parrocchiale di Carnac esiste una statua di san Cornelio intento a benedire due tori, circondato da pietre erette. Il 14 settembre di ogni anno i contadini portano sul luogo il loro bestiame per la benedizione. Anche in Cornovaglia, tra le popolazioni Bretoni d'oltremanica, esistono il culto del santo e una parrocchia a lui dedicata con il nome di Saint Cornelly.
Dal Martirologio Romano:

### Tradizioni sul santo
Sulla figura di san Cornelio esistono alcune tradizioni legate alla creazione di menhir, gli allineamenti di Carnac, in Bretagna Meridionale. Secondo le tradizioni popolari, infatti, dopo il suo esilio da Roma il santo, servendosi di due buoi per il viaggio (da qui la sua designazione a patrono degli animali con le corna), si recò in Francia, dove giunse inseguito da un reparto di legionari. Vistosi senza scampo nei pressi della costa,  il Santo trasformò così i soldati in altrettanti menhir; le file ordinate delle antiche pietre ricordano in tal modo lo schieramento delle truppe romane.